# Fatherhood
Fatherhood est une série télévisée américaine de documentaire en 12 épisodes de 10 minutes, diffusée entre le 17 janvier et le 26 mars 2014 sur le réseau AOL. Elle est inédite dans tous les pays francophones.

## Fiche technique
Sauf indication contraire, les informations mentionnées dans cette section peuvent être confirmées par la base de données cinématographiques IMDb,  présente dans la section « Liens externes ».
- Titre original : Fatherhood
- Réalisation :
- Scénario :
- Photographie :
- Musique : Tommy Walter et Chris Trueman
- Montage : Nelson Ryland
- Décors :
- Costumes :
- Production : John Ales, Eliza Hindmarch et Matt Levin
- Sociétés de production : AOL
- Société de distribution : AOL
- Chaîne d'origine : AOL
- Pays d'origine :  États-Unis
- Langue originale : anglais
- Genre : documentaire
- Durée : 10 minutes

## Distribution
Sauf mention contraire les personnalités de la distribution tiennent leur propre rôle.
- Hank Azaria
- Stephen Moyer
- Jerry Stahl
- Mike Myers
- Kevin Bacon
- J. K. Simmons
- Tim Robbins
- Rainn Wilson
- Willie Garson
- Joshua Malina
- Mike Nichols
- Phil Rosenthal
- Jim Gaffigan
- Rich Eisen

## Épisodes
1. Preg and Nant
2. Standoffs and Tantrums
3. The Good Enough Parent
4. Being a Kid With Your Kid
5. The Stages
6. The Parent Trap
7. Letting Go
8. The Birds and the Bees
9. The Big Questions
10. Screen Time
11. Generations
12. To Share or Not To Share